# Villarquemado
Villarquemado è un comune spagnolo di 942 abitanti situato nella comunità autonoma dell'Aragona.